# Hamaspora taiwaniana
Hamaspora taiwaniana är en svampart som beskrevs av Hirats. f. & Hashioka 1935. Hamaspora taiwaniana ingår i släktet Hamaspora och familjen Phragmidiaceae.   Inga underarter finns listade i Catalogue of Life.